# Foltești
Foltești is een Roemeense gemeente in het district Galați.
Foltești telt 3413 inwoners.